# Vagenetia
La Vagenetia o Vagenitia (in greco Βαγενετία, Βαγενιτία?) era una regione medievale sulla costa dell'Epiro, corrispondente grosso modo alla moderna Tesprozia. Il nome della regione deriva probabilmente dalla tribù slava dei Baiounitai. È attestata per la prima volta come sclavinia sotto una sorta di controllo bizantino nell'VIII/IX secolo; passò sotto il dominio bulgaro alla fine del IX secolo e tornò al dominio bizantino nell'XI secolo. Passò al Despotato d'Epiro dopo il 1204, dove formò una provincia separata. La Vagenetia cadde sotto il dominio albanese nel 1360, fino a quando non fu conquistata dall'Impero ottomano nel 1430.

## Storia

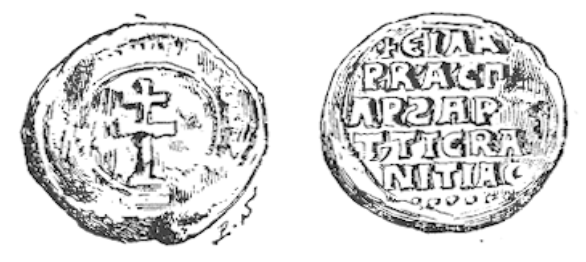
Sigillo di Ilarion, basilikos protospatharios e arconte di Vagenetia

Il nome della regione deriva dalla tribù slava dei Baiounitai, che compaiono all'inizio del VII secolo durante le invasioni slave dei Balcani. Già nell'VIII secolo l'Impero bizantino tentò di reimporre un certo controllo sulla regione, poiché un sigillo d'ufficio attestava la presenza di un governatore civile ("Teodoro, basilikos spatharios e archon di Vagenitia"), ma la lettura di quest'ultimo non è certa. L'amministrazione bizantina è attestata con sicurezza verso la fine del IX secolo, con la presenza sia di un vescovo chiamato Stefano nel IV Concilio di Costantinopoli dell'879, sia del sigillo di un governatore civile (il basilikos protospatharios e archon Ilarion) dall'inizio del X secolo.
Lo storico Predrag Komatina suggerisce che il vescovado fosse "etnico" per i Baiounitai (ma con liturgia in lingua greca), a cui subentrò poi l'episcopato in lingua slava di Clemente di Ocrida (893-916), che non era organizzato su base territoriale, ma etnica, e non aveva un centro fisso. L'episcopato itinerante di Clemente fu progressivamente sostituito da vescovadi con sede nelle varie città della zona. Al tempo dell'attività di Clemente nella zona, e all'inizio del X secolo, la Vagenetia e la sua area più ampia erano governate dal Primo Impero bulgaro; così la chiesa locale divenne anche parte della Chiesa bulgara, e in seguito dell'arcivescovado di Ocrida. L'ultimo discendente del vescovato di Vagenetia fu probabilmente la sede di Himara.
La Vagenetia è poi menzionata nelle fonti letterarie nell'Alessiade, che descrive come, nel 1082, gli italo-normanni sotto Boemondo attraversarono la regione per conquistare Giannina. Nella Partitio Romaniae del 1204, la Vagenetia compare come chartoularaton (un particolare tipo di distretto che indica l'insediamento slavo) nella provincia di Dyrrachion.

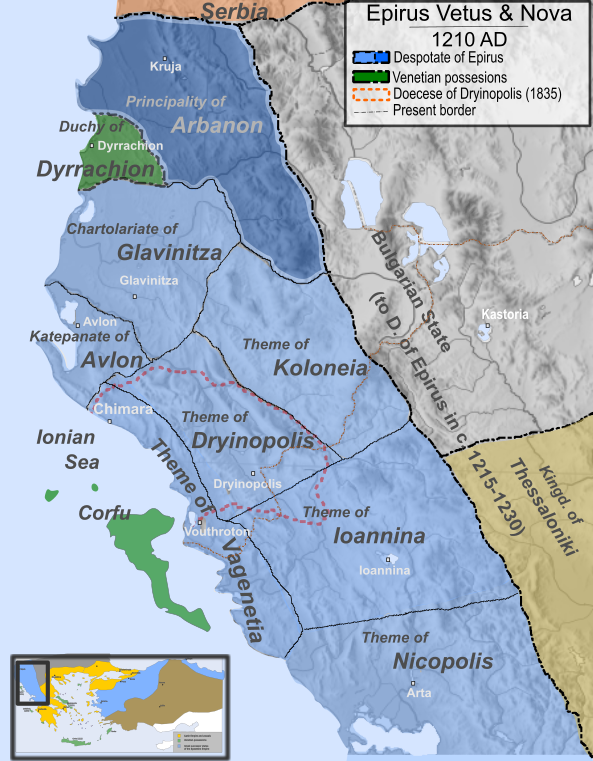
Mappa della provincia di Vagenetia, 1210 circa

Nel 1205 è annoverata da Marino Zeno, Podestà di Costantinopoli, tra i territori ceduti alla Repubblica di Venezia dalla Partitio. Nel racconto di Zenone, è una provincia separata, distinta da Dyrrhachium, e a sua volta comprendente il chartoularaton di Glyky, a nord di Arta (che in precedenza, probabilmente, apparteneva alla provincia bizantina di Nicopolis. Al di là della regione di Dyrrhachium, tuttavia, i veneziani non riuscirono a consolidare il loro dominio sulla maggior parte delle terre a loro concesse in Epiro, e il possesso della Vagenetia passò al Despotato dell'Epiro, dove è attestata come provincia separata (provincia in latino, thema in greco) all'interno dello stato epirota già nel trattato del 1210 tra Michele I Comneno Doukas e Venezia.
Nel 1228, Teodoro Komnenos Doukas confermò il possesso di terre "sull'isola di Corfù e il thema di Vagenetia" al metropolita di Corfù. Nel 1292 le coste della provincia furono razziate da navi genovesi su impiego bizantino, e due anni dopo, la provincia fu promessa a Filippo di Taranto come parte della dote di Thamar Angelina Comnena Ducena. Tuttavia, al despota dell'Epiro Tommaso I Comneno Doukas fu attribuito il titolo di "Duca di Vagenetia" in un documento veneziano del 1313. Nel 1315, un documento del Patriarcato di Costantinopoli registra che la Vagenetia apparteneva al vescovado di Himara.
Durante le invasioni albanesi dell'Epiro nel 1360, molti dei greci locali fuggirono a Giannina. Nel 1382 il sovrano albanese Gjin Bua Shpata cedette la regione, insieme a Bela e Dryinopolis, al genero Marchesino.  All'inizio del 1400, il sovrano albanese locale Giovanni Zenevisi è indicato in alcuni documenti veneziani come il "sebastocratore di Vagenetia". Suo nipote, Simone Zenevisi, con l'appoggio veneziano costruì la fortezza di Strovili "al capo di Vagenetia" attraverso l'isola di Corfù nel 1443.
La maggior parte dell'Epiro cadde sotto il dominio ottomano nel 1430, e nel 1431 il catasto ottomano attesta l'esistenza di una provincia di Vayonetya. Il nome sopravvisse fino alla fine del secolo in varie varianti (Viyanite, Viyantiye), ma il toponimo svanì in seguito, a eccezione di un villaggio chiamato Vagenetion a sud di Giannina e un riferimento isolato a una "Grande Vagenetia " (μεγάλη Βαγενετία) nel XVII secolo.

## Geografia
Secondo lo storico Stojan Novaković, seguito da Peter Soustal e Johannes Koder nella Tabula Imperii Byzantini, la Vagenetia era la fascia costiera tra il Mar Ionio e le montagne del Pindo che si estendeva da Himara nel nord e a Margariti nel sud. Tuttavia, Komatina obietta che questi confini riflettano la situazione nei secoli XIII-XIV e che la regione originaria precedente, la chartoularaton di Vagenetia, era molto più piccola. Komatina fa notare che dopo il 1205 la Vagenetia arrivò a includere il distretto di Glyky a sud, ma il territorio originario era solo la parte settentrionale della provincia allargata. Komatina la identifica con il territorio indicato da Giovanni Apocauco come "Vagenetia Minore" (μικρὰ Βαγενετία), ovvero l'area intorno alla valle dell'Aoös. Ciò corrisponde anche alla provincia ottomana, che comprendeva Himara e il suo entroterra, con Delvina come centro.